# Cisne invertido
El cisne invertido o en inglés: Inverted Swan es un sello azul de 4 peniques publicado en 1855 por Australia Occidental, era uno de los errores por inversión originales, es decir de los primeros del mundo. Técnicamente, es un “marco invertido”.
En 1854, Australia Occidental publicó sus primeras estampillas, ofreciendo el símbolo de la colonia, el cisne negro, al igual que todas las estampillas de Australia Occidental hasta 1902. Mientras que el negro 1d fue grabado en Gran Bretaña por Perkins Bacon, otros valores, incluyendo el azul 4d, fueron producidos por Horacio Samson en Perth usando la técnica litográfica y con diversos marcos alrededor del diseño del cisne para cada valor.